# 洛瓦唐
洛瓦唐（法語：Lovatens）是瑞士联邦西部法语区的沃州下设的一个镇。在行政上属于布罗瓦-维利区管辖。洛瓦唐的总面积为3.47平方公里。截至2010年底，总人口为141。